# エフエムゆめウェーブ
エフエムゆめウェーブは、ケーブルテレビ事業者であると同時に特定地上基幹放送事業者である笠岡放送株式会社が、岡山県笠岡市、浅口市、浅口郡里庄町を放送区域として超短波放送（FM放送）で行っているコミュニティ放送の愛称である。
元々は笠岡放送の子会社であったエフエムゆめウェーブ株式会社による放送事業だったが、2020年3月31日付で笠岡放送に吸収合併された。以下は合併前の旧法人についても記述する。

## 概要
2006年（平成18年）5月1日に全国で194番目、岡山県で3番目のコミュニティ放送局として開局した。笠岡市と浅口市・浅口郡里庄町などでケーブルテレビ事業を行っている笠岡放送の完全子会社であり、同社の愛称「ゆめネット」からFM放送局の愛称が連想された。
2020年3月31日に笠岡放送に吸収合併された後も、従来通りの放送体制を継続している。
元々笠岡放送の関連会社だったため、合併前の本社は笠岡市の笠岡放送本社内に置かれていた。スタジオ（演奏所）は合併以前から笠岡放送浅口局内に置かれている他、笠岡駅前のサテライトスタジオをケーブルテレビと共用している。
周波数は79.2MHz。送信所は笠岡市神島（塚の丸山）にあるNHK岡山FM放送やFM岡山、NHK・民放テレビジョン放送の笠岡中継局に併設されており、区域内の約4万世帯、約9万4千人を対象に放送している。
基本的に自社製作番組とミュージックバードで編成。毎日5:00起点、24時間放送をしている。インターネットサイマル放送はFM++を通じて実施している。
開局日はゴールデンウィーク期間中だったため、5月5日までは開局記念番組とニュース・天気予報・交通情報・おくやみ情報を除く日中の自主制作番組を休止してミュージックバード配信の番組を放送するゴールデンウィーク特別編成で放送され、5月6日から通常編成での放送となった。

## 主な番組

### 自主制作番組（生放送）
- おはよう！ゆめエリア（月 - 金 8:00 - 8:55）
  - 2021年4月からスタート。放送日が祝祭日の場合は放送を休止し、ミュージックバード for コミュニティFMの番組をネットする。
- ひるコミウェーブ（月 - 水 11:00 - 12:00）
- エンタメウェーブ（木 11:00 - 12:30・再放送：金 18:30 - 19:00） - 11:00 - 11:45まで、『KCVゆめネット12』でも番組が同時放送されている。
- ゆめのわフライデー（金 11:00 - 12:30）

### 自主制作番組
- 駅前! まちかど情報キュット（月 - 金 17:05 - 17:35）
- 発信!ゆめウェーブラジオクラブ（月 - 金 19:00 - 21:00）
- Bay Side Music -Night Ver.-（月 - 木 0:00 - 3:00、金 0:00 - 4:00、土・日 0:00  - 5:55）
- ニュースゆめネットワイド（月 - 木 12:00 - 12:30、毎日 18:00 - 18:30） - 『KCVゆめネット12』の番組がラジオでも同時放送されている。
- ニュースゆめネットワイドピックアップ（月 - 金 18:00 - 18:30） - 『KCVゆめネット12』の番組がラジオでも同時放送されている。
- 広域ニュース（金 12:45 - 13:00） - 井原放送・矢掛放送・玉島テレビ放送3社同時提供
- 週刊!ゆめウェーブダイジェスト（土　10:00 - 12:30）

### 他局制作番組
- クラシックガーデン（FMビーチステーション）
- 幹mikiのwalktogether （ラジオ石巻）
- でこぼこレディオショー（FMみっきぃ）
- ベースボールは歌う（FMおだわら）

### 過去に放送されていた自主制作番組
- モーニング792
- ゆめウェーブ792
- 〜朝のひとときを音楽とともに〜
- おえはま青春リクエスト
- 井上執が聴いた音楽 〜井上コレクション〜
- Mugic★Wave 〜音楽は魔法だ〜
- 森恵のアンプラグドライフ
- Soulifeのいっぽ、二歩、散歩 - エフエムくらしき・エフエムふくやまでも放送
- Kick Out The Jams
- ひるどきインフォメーション
  - 2021年4月より放送時間を拡大。11:30 - 11:45はゆめネットの自主制作チャンネル『KCVゆめネット12』でも同時放送されている。
- 残しておきたい日本人の心と形
- ようこのようこそ
- お祭りバンドの1年中お祭りじゃ〜
- 日本の童謡唱歌あれこれ
- 神島巡遊
- 千里のレインボー放送室
- からおけステーション
- 地域のお知らせピックアップ